# پیرلوئیجی دی جیا
پیرلوئیجی دی جیا (انگلیسی: Pierluigi Di Già؛ زادهٔ ۲۲ مارس ۱۹۶۸) بازیکن فوتبال اهل ایتالیا است.
از باشگاه‌هایی که در آن بازی کرده‌است می‌توان به باشگاه فوتبال اینتر میلان، باشگاه فوتبال پارما، باشگاه فوتبال بولونیا، باشگاه فوتبال ونتزیا، باشگاه فوتبال رجانا، باشگاه فوتبال دلفینو پسکارا، و باشگاه فوتبال پالرمو اشاره کرد.